# Тап (приток Тобола)
Тап — река в России, протекает в Тюменской области. Устье реки находится в 278 км по правому берегу реки Тобол. Длина реки составляет 189 км.

## Притоки
- 101 км: Кучеметьевка
- 142 км: Тауш
- 158 км: Сосновка
- 163 км: Большой Агарак

## Данные водного реестра
По данным государственного водного реестра России относится к Иртышскому бассейновому округу, водохозяйственный участок реки — Тобол от впадения реки Исеть и до устья, без рек Тура, Тавда, речной подбассейн реки — Тобол. Речной бассейн реки — Иртыш.
Код объекта в государственном водном реестре — 14010502612111200004285.